# Теодорик I
Теодорик I (гот. Theodoric I), (такође Теодорих или Теодорид), био је визиготски краљ између 419. и 451, и незаконити син Аларика I. Године 419. наследио је Валију на визиготском престолу. 
Као краљ, Теодорик је завршио досељавање Визигота у Аквитанију и проширио визиготске поседе на Хиспанију. Током његове владавине, Визиготи су били прво непријатељи а потом савезници Римског царства. Најпознатији догађај који се десио за његове владавине била је битка на Каталаунским пољима, где су се Визиготи борили на страни Римљана које је предводио Аеције а против чувеног хунског вође, Атиле. У овој бици, Теодорик је изгубио живот.
Историчар Јорданес у свом делу Гетика из 551. године даје две верзије Теодорикове смрти: једна је да је Теодорик пао с коња и сломио врат. Друга верзија је да је Теодорика убио Острогот Андаг који је био отац Јорданесовог покровитеља, Гунтигиса (Гетика 40.209).
Теодориков син и каснији наследник, Турисмунд, преузео је команду над визиготском војском и довршио битку уместо свог оца.